# Ta Prohm

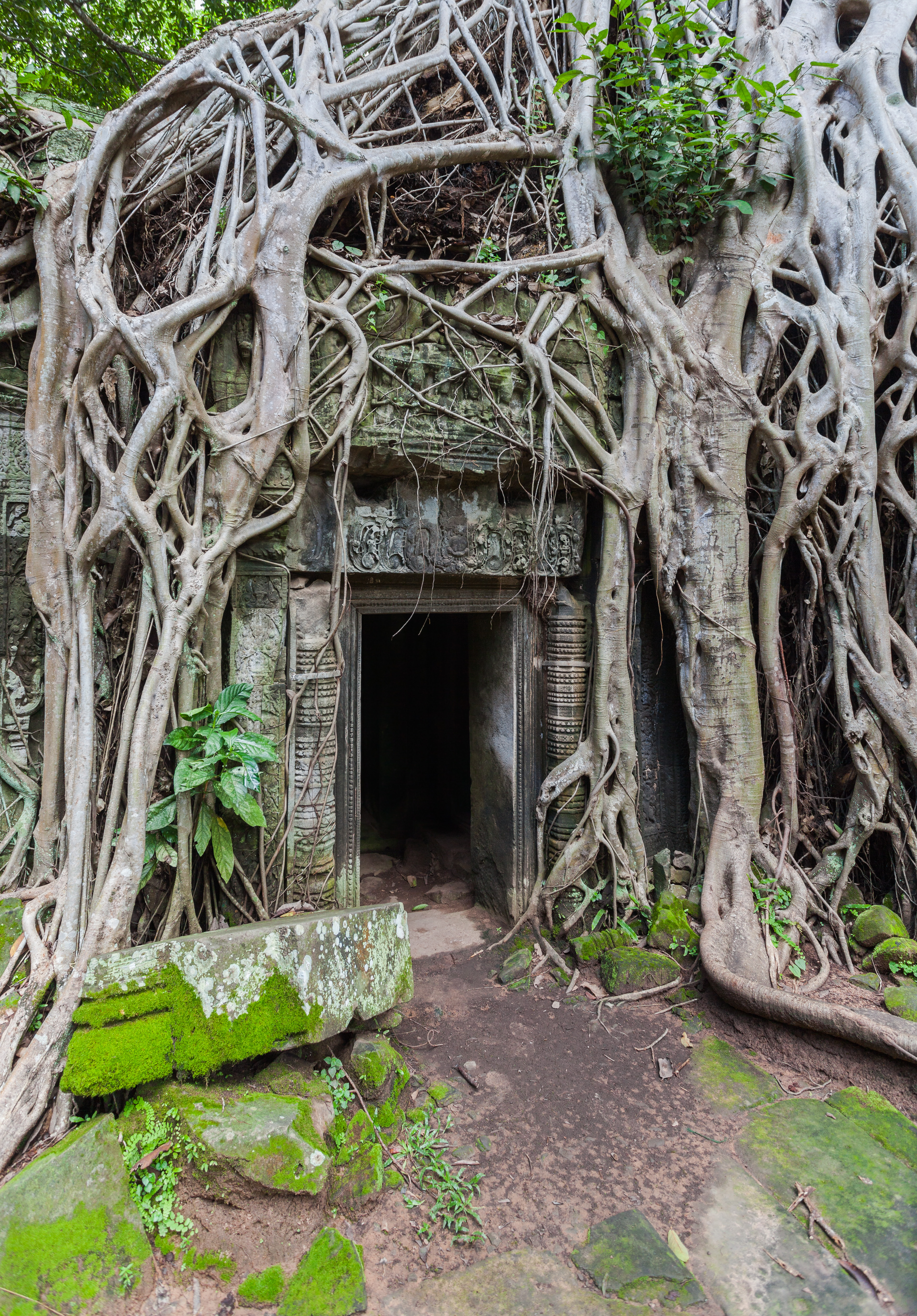
Entrada cubierta de raíces en Ta Phrom

Ta Prohm es un templo jemer de finales del siglo XII, ubicado en el complejo de Angkor (Camboya), declarado Patrimonio de la Humanidad por la Unesco en 1992.
Denominado originalmente Rajavihara ("monasterio real"), el templo sirvió como monasterio budista, llegando a alojar al menos a 12.640 personas. En la actualidad la fama de este templo se debe al hecho de ser uno de los pocos monumentos que todavía no ha sido "rescatado de la selva", pues fue el templo elegido por la École française d'Extrême-Orient para mostrar el estado en el que se encontraban los templos de Angkor a finales del siglo XIX, cuando fueron descubiertos por los occidentales. A raíz de esta falta de intervención, el lugar ofrece una impactante combinación de ruinas y naturaleza que lo han convertido en una de las principales atracciones turísticas de Camboya.

## Historia

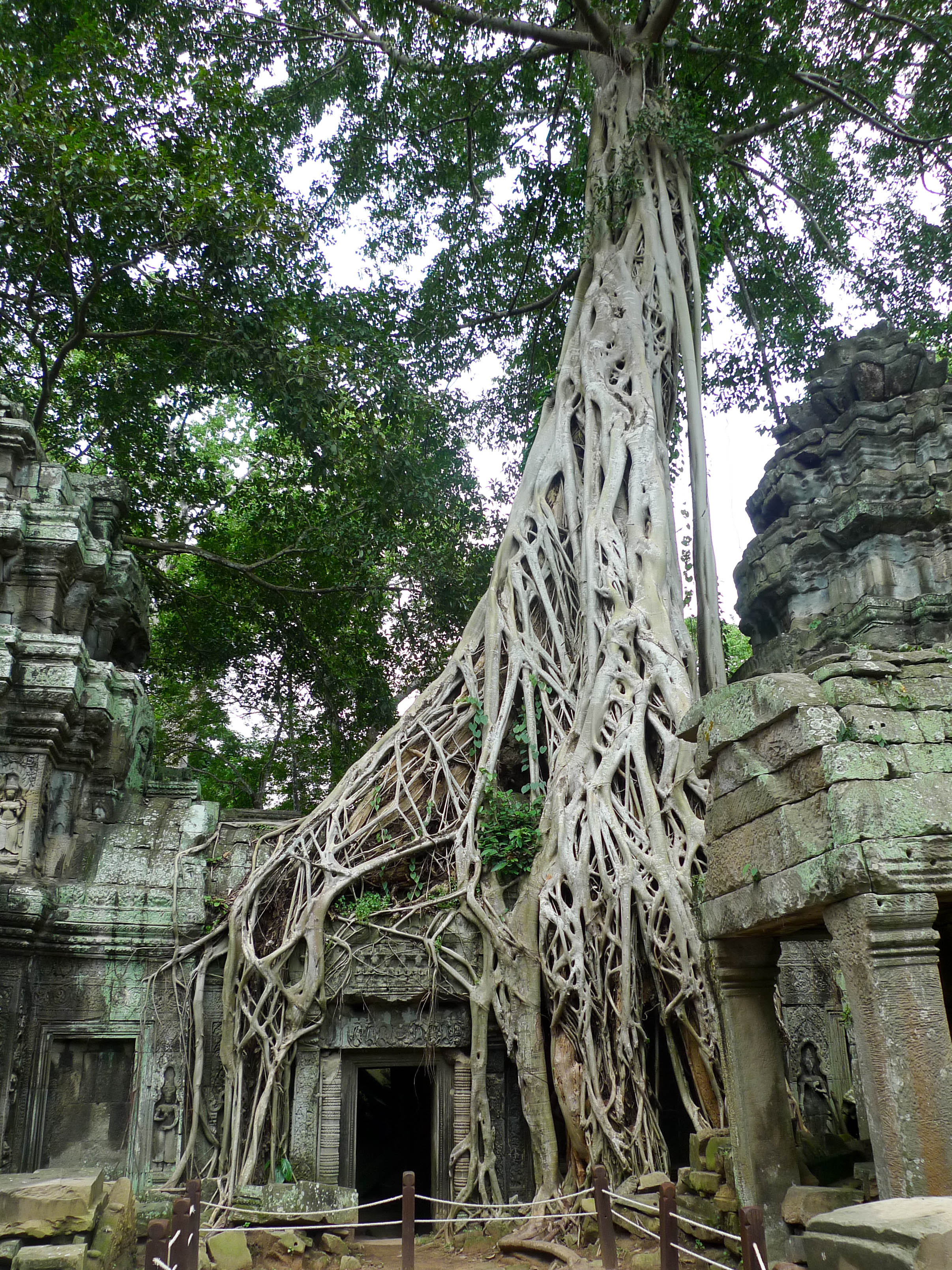
Un ficus gibbosa sobre un pabellón.

El templo fue encargado en 1186 por el rey Jayavarman VII, quien se lo dedicó a su madre, pocos años después de la construcción del templo de Preah Khan, dedicado a su padre.
La imagen principal del templo representa a la diosa de la sabiduría Prajñāpāramitā, y fue esculpida tomando como modelo a la madre del rey.
El complejo, utilizado como monasterio real y universidad para los monjes budistas mahayanas, estaba mantenido por unos 80.000 súbditos, y según inscripciones de la época, entre sus posesiones se incluían 500 kg de oro, 40.000 perlas y miles de piedras preciosas. Tras la muerte del rey le sucede Jayavarman VIII, quien adopta la religión hinduista y destruye parte de la imaginería del templo. En épocas posteriores se añadirán nuevas salas que aumentarán la complejidad del conjunto, estando fechadas las últimas modificaciones a finales del siglo XIII, durante el reinado de Srindravarman.
Durante el siglo XV la zona de Angkor es abandonada, y con ella el templo de Ta Prohm. Durante los siguientes cinco siglos la selva ha ido colonizando progresivamente el templo, en particular mediante dos especies arbóreas dominantes: el ficus gibbosa y el tetrameles nudiflora. Cuando los franceses llegan a Angkor a principios de siglo XIX, deciden respetar el estado de este templo debido a sus extraordinarias cualidades paisajísticas, y también para conservar una muestra del estado inicial de los templos angkorianos en el momento de su descubrimiento. Es de señalar sin embargo que, a pesar de las apariencias, el templo sí ha experimentado diversas labores de mantenimiento: muchos de los árboles que crecían dentro del recinto han sido talados, y varias estructuras que amenazaban derrumbe han sido estabilizadas o apuntaladas, aunque siempre tratando de preservar esa atmósfera de ruina abandonada.

## Arquitectura

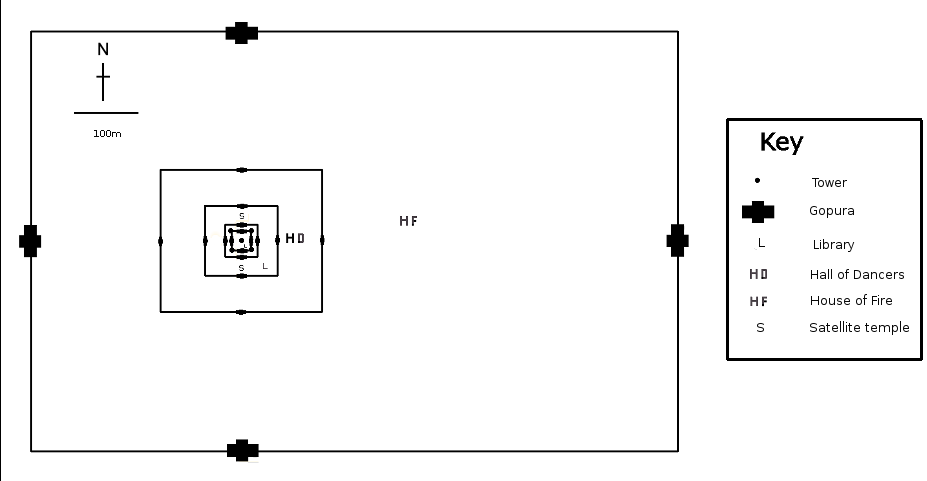
Planta del templo.

El templo pertenece al estilo Bayon; el último "gran periodo" de la arquitectura jemer. Es uno de los primeros y mayores templos construidos por Jayavarman VII; un rey que edificará más de 15 durante su reinado, superando a cualquier otro rey jemer en cuanto a cantidad. Como consecuencia de lo prolijo de su producción, los templos de esta época están en general peor construidos.
En torno al templo se extendía una superficie de unas 60 hectáreas destinadas a uso residencial, delimitadas por muro de laterita de 1000 x 600 m interrumpido por gopuras; un tipo de entradas monumentales caracterizadas por una torre ornamentada. Las gopuras están adornadas con cuatro enormes rostros de buda —uno por cada punto cardinal— esculpidos en la roca.
En el centro de esta zona residencial aparece un nuevo recinto delimitado por un muro de laterita de 220 x 200 m, que a su vez contiene otro recinto más, delimitado por una galería columnada de 107 x 100 m en donde se encierra el núcleo del templo. Éste ocupa una superficie de una hectárea y posee una geometría compleja, estimándose que contenía hasta 39 prasat o templos piramidales. El centro del templo lo constituye un último recinto cuadrado de 30 m de lado con una torre central y varias edificaciones menores.
El templo estaba construido con arenisca, si bien partes de su superficie probablemente estuviesen decoradas con estucos y con planchas metálicas, ya desaparecidas.

## Gallery
|  |
|  |

|  |
|  |

|  |
|  |

|  |
|  |

|  |
|  |

|  |
|  |

|  |
|  |

|  |
|  |

|  |
|  |

|  |
|  |

|  |
|  |

|  |
|  |